# Maryla Morydz
Maryla Morydz (ur. 4 sierpnia 1992 w Tarnowie) – polska aktorka telewizyjna i filmowa oraz fotomodelka.

## Życiorys
W latach 1997–2012 była tancerką w Studio Tańca „Honorata” w Tarnowie, zaś w latach 2012–2013 tańczyła w Egurrola Dance Studio w Warszawie. Ma na swoim koncie srebrny medal Mistrzostw Świata 2011.
Przygodę z aktorstwem rozpoczęła w roku 2015, grając recepcjonistkę w serialu Wesołowska i mediatorzy emitowanym na antenie TVN/TVN7. W 2016 roku ukończyła letni intensywny kurs aktorski przy Teatrze Baza w Warszawie. W tym samym roku wystąpiła w serialach Na Sygnale i Na dobre i na złe emitowanych na antenie TVP2. Największą popularność przyniosła jej jednak rola podkomisarz Zuzanny Kowal w serialu Policjantki i policjanci emitowanym na antenie TV4.

## Filmografia
| Filmy |                  |         |       |
| Rok   | Tytuł            | Rola    | Uwagi |
| 2021  | Republika dzieci | strzyga |       |

| Produkcje telewizyjne |                          |                           |                                                      |
| Rok                   | Tytuł                    | Rola                      | Uwagi                                                |
| 2015                  | Wesołowska i mediatorzy  | recepcjonistka            | serial telewizyjny, odcinki: 9, 12-16, 18, 21, 23-29 |
| 2015–obecnie          | Na dobre i na złe        | pielęgniarka Dagmara      | serial telewizyjny                                   |
| 2016–2018             | Na sygnale               | Dagmara                   | serial telewizyjny                                   |
| 2017                  | Na Wspólnej              | dziewczyna                | serial telewizyjny, odcinek: 2571                    |
| 2018–2021             | Policjantki i policjanci | podkomisarz Zuzanna Kowal | serial telewizyjny                                   |
| 2020–2021             | Pierwsza miłość          | Adela                     | serial telewizyjny                                   |